# 461
461 је била проста година.

## Догађаји
- 2. август — Војсковођа Рицимер је свргао Западноримског цара Мајоријана и за новог цара поставио Либија Севера. Мајоријан је ухапшен у близини Тортоне (Северна Италија), а Рицимер (магистер милитум) смењује га са места цара марионета.

- 7. август – Мајоријан је, након пет дана премлаћивања и мучења, посечен у близини реке Ирије (Ломбардија).
- Олибрије постаје други кандидат за западни престо. Он је муж Плацидије, која се налази у вандалском заточеништву.
- 19. новембар — Либије Север, римски сенатор из Луканије, проглашен је за цара Западног римског царства.
- Вандалски рат (461-468): Краљ Генсерик наставља вандалске нападе на обалу Сицилије и Италије. Рицимер шаље посланство у Картагину.
- Визиготи под краљем Теодорихом II поново заузимају Септиманију (Јужна Галија) након убиства Мајоријана и поново нападају Хиспанију.
- Егидије постаје владар над доменом Соасон (Галија). Има пријатељске односе са Романо-Британима (у Бретањи).
- Велики земљотрес у Анадолији. Утицао је на провинцију Апахуник, која се налази северно од језера Ван, у Анадолији.
- 10. новембар – Папа Лав I умире у Риму, у доби од 61 године (приближно), након 21-годишње владавине у којој се опирао манихејству и бранио Цркву од несторијанства. Наследио га је Папа Хиларије као 46. римски епископ.
- Мамертус је изабран за епископа Виена (Галија).